# Mammoth (singolo)
Mammoth è un singolo del gruppo musicale statunitense Interpol, pubblicato nel 2007 ed estratto dal loro terzo album in studio Our Love to Admire.

## Tracce
- CD

1. Mammoth (explicit radio mix) – 3:59
2. Mammoth (Erol Alkan reworking) – 5:24
3. Pioneer to the Falls (orchestral version) – 5:31
4. Mammoth (enhanced video)